# Klaus Maria Brandauer
Klaus Maria Brandauer ( [klaʊ̯s maˈʀiːa ˈbʀandaʊ̯ɐ] ?; født 22. juni 1943, døbt Klaus Georg Steng i Bad Aussee i Østrig) er en østrigsk filmskuespiller. Han var gift i perioden 1963-1992, og har en søn.
Han har medvirket i en række film, heriblandt Mephisto (1981), Never Say Never Again (1983), Mit Afrika (1985) for hvilken han var Oscar-nomineret og Magt og ære (1985).

## Udvalgt filmografi
| År   | Titel                             | Rolle                   |
| ---- | --------------------------------- | ----------------------- |
| 1981 | Mephisto                          | Hendrik Höfgen          |
| 1983 | Never Say Never Again             | Maximilian Largo        |
| 1985 | Mit Afrika                        | Bror von Blixen-Finecke |
| 1985 | Magt og ære                       | Alfred Redl             |
| 1994 | Felidae (film)                    | Pascal / Claudandus     |
| 2012 | The Strange Case of Wilhelm Reich | Wilhelm Reich           |